# Strikeforce: Fedor vs. Rogers
Strikeforce/M-1 Global: Fedor vs. Rogers foi um evento de artes marciais mistas promovido pelo Strikeforce em parceria com o M-1 Global, ocorrido em 7 de novembro de 2009 no Sears Centre em Hoffman Estates, Illinois. Esse foi o primeiro evento de MMA na televisão desde o agora extinto EliteXC transmitir seu evento final, EliteXC: Heat, na CBS em 4 de Outubro de 2008. O evento contou com quatro lutas no card principal com o time de transmissão com Gus Johnson, Frank Shamrock e Mauro Ranallo. O evento acumulou aproximadamente 4,040,000 telespectadores, com um pico de 5,060,000 na CBS.

## Background
Gegard Mousasi era originalmente esperado para defender seu Cinturão Meio Pesado do Strikeforce, mas eventualmente competiu em uma luta não válida pelo título.
Uma luta já anunciada entre Bobby Lashley e Ron Waterman foi movida para um outro evento mais tarde, porém, sem um lugar oficial.
A luta feminina entre Marloes Coenen e Erin Toughill foi colocada para servir de luta reserva, mas foi cancelada quando Toughill se retirou da luta devido a uma condição médica desconhecida. Roxanne Modafferi entrou para enfrentar Coenen no evento.
EA Sports mostrou um trailer de pré-visualização para o novo jogo EA Sports MMA que sairia em 2010 durante o evento.
A luta entre os meio médios Mark Miller e Deray Davis era esperada para acontecer no card preliminar, mas foi cancelada.

## Audiência na TV
Em termos de audiência, o evento acumulou em média de 3.79 milhões de telespectadores para o tempo estipulado das 9-11pm. O evento principal, que aconteceu após as 11pm, acumulou 5.46 milhões de telespectadores. No total, as duas horas de transmissão acumulou 4.04 milhões de telespectadores e uma audiência doméstica de 2.5.

## Ligações Externas
1. ↑  Pelo Cinturão Peso Médio do Strikeforce.
2. ↑  Bailey perdeu um ponto por agarrar o calção de Kolosci.
3. ↑  Novaes perdeu dois pontos por dois tiros de meta.